# Formule commerciali veicoli
Per i veicoli terrestri più comuni, come automobili, motocicli e autocarri, esistono varie tipologie di prezzo che mutano in rapporto a forniture, servizi, condizioni o gravami di varia natura che possono essere compresi o esclusi; comunemente vengono definite come Formule commerciali di vendita.
La voce più importante e ricorrente è la "messa in strada" che, generalmente, comprende i costi per l'eliminazione dello strato di cera dalla carrozzeria e di altri accorgimenti protettivi, il montaggio di parti o terminali forniti separatamente, la pulizia interna ed esterna, il rabbocco dei liquidi, il controllo della messa a punto meccanica, la verifica funzionale dei dispositivi manuali, elettrici ed elettronici, oltre all'espletamento della pratica di immatricolazione.

## Principali formule utilizzate
A volte, per definirne il grado di completezza, i prezzi vengono indicati con la cifra seguita da una sigla, riportata tra parentesi nell'elenco sottostante.
- Prezzo su Strada (s.s.)
È comprensivo della "messa in strada", ovvero l'espletamento delle occorrenze burocratiche e di tutte quelle operazioni e forniture di materiali e servizi, necessari a rendere il veicolo perfettamente a punto e legalmente circolante, prima della consegna al cliente.
- Prezzo Franco Concessionario o Filiale - (f.c.)
In questo caso il veicolo viene fornito presso la sede del concessionario o della filiale di zona e comprende le sole spese per il trasporto. Sono quindi escluse le spese per la messa in strada.
- Prezzo Franco Fabbrica (f.f.)
Indica il costo del veicolo come posto nel magazzino della casa costruttrice, facendo riferimento in caso di azienda estera alle regole dell'Incoterms (EXW), comprensivo della percentuale destinata al concessionario/venditore, ma soggetto alle maggiorazioni dovute alle spese di trasporto e messa in strada. La formula viene però, nel caso dei veicoli, normalmente utilizzata per vendite sullo stesso mercato nazionale.
- Prezzo Franco Importatore (f.i.)
Nel caso di un veicolo proveniente da Paese estero, la Casa avverte che nel prezzo del veicolo, oltre alla fornitura dello stesso, è solamente compreso lo sdoganamento e il trasporto fino alla sede dell'importatore. Sono a carico dell'acquirente, oltre alle spese per il trasporto alla concessionaria scelta, anche la messa in strada.
- Prezzo Franco Dogana (f.d.)
Sempre per un veicolo proveniente da Paese estero, la Casa avverte che nel suo prezzo, oltre alla fornitura dello stesso, è solamente compreso il trasporto fino alla dogana di frontiera (DAF nell'Incoterms). Sono a carico dell'acquirente, oltre alle spese per il trasporto finale e la messa in strada, anche le tasse doganali. La formula, per auto e moto, è ormai desueta.
- Prezzo IVA Compresa o IVA Esclusa - (Iva Comp,i.c.) (Iva Esc,i.e.)
Indica l'esposizione o l'assenza dell'imposta sul valore aggiunto. In assenza di specifiche indicazioni, è consuetudine che il prezzo per un veicolo ad uso privato debba ritenersi comprensivo dell'IVA e viceversa per un veicolo ad uso aziendale.
- Prezzo Passaggio Compreso - (p.c.)
È il prezzo comprensivo del costo per il passaggio di proprietà che viene espresso quando l'oggetto della proposta di vendita è un veicolo usato, aziendale o a km0.
- Prezzo Base - (p.b.)
Indica che il prezzo non si riferisce necessariamente al veicolo esposto, ma ad un ipotetico "veicolo base" con le sole dotazioni di serie, cui dovrà essere aggiunto il costo di eventuali accessori.
- Primo Prezzo - (p.p.)
Avverte che il prezzo esposto è stato già detratto del massimo sconto che il venditore intende offrire. Nei decenni scorsi, il "primo prezzo" era il prezzo scontato che la concessionaria riservava ai rivenditori.

In alcuni casi, le indicazioni riferite al prezzo indicato sono molteplici. Ad esempio, la dizione "Prezzo base di Euro 22.400,00 f.c." significa che alla cifra indicata andranno aggiunti il costo degli eventuali optional presenti sul veicolo, oltre alle spese di messa in strada.